# Elaphidion cayamae
Elaphidion cayamae es una especie de escarabajo longicornio del género Elaphidion, categorizada en la tribu Elaphidiini, de la subfamilia Cerambycinae. Fue descrita por Fisher en 1932.

## Descripción
Mide 11-16,4 mm de longitud.

## Distribución
Se distribuye por Cuba.